# سینمای پنجابی
سینمای پنجابی به صنعت فیلم پنجابی-زبان گفته می‌شود که در اطراف ایالت پنجاب هند متمرکز است و در امریتسار و اجیتگارا مستقر است.
سینمای پنجاب با تولید فیلم دخترانِ امروز (۱۹۲۸)، اولین فیلم بلند ساخته شده در این منطقه در لاهور، شروع شد.

## تاریخچه
فعالیت‌های مربوط به فیلم در دهه ۱۹۲۰ در لاهور، مرکز ایالت پنجاب بریتانیا شروع شد. اولین فیلم صامت دخترانِ امروز در لاهور به نمایش درآمد، این شهر دارای نه سینما بود که در حال فعالیت بودند. فیلم‌هایی که در این سینماها به نمایش گذاشته می‌شد بیشتر تولید بمبئی و کلکته بودند و به ندرت فیلم‌های تولید شده در هالیوود و لندن در این سینماها به نمایش گذاشته می‌شد.
فیلم دختران امروز زاییده تفکرات جی.کی. مهتا، مأمور سابق راه‌آهن ایالتی شمال غربی بود. مهتا فعالیت خود را در امور پوشش خبری فیلم کوتاه برای شرکت‌های بیگانه و کند و کاو پیرامون پروژه‌های فیلم‌های بیشتر، تداوم بخشید اما وقتی بدون معطلی جهت سرمایه‌گذاری‌های سودآور، صنعت فیلم را رها کرد این تعهد خود را فراموش کرد. اما مدتی بعد در سال‌های ۱۹۲۹–۱۹۳۰، زمانی که فیلم دزد زیبایی (به هندی: Husn Ka Daku) به کارگردانی عبدالرشید کاردار به نمایش درآمد که صنعت فیلم اساساً در ناحیه دروازه بهاتی لاهور تثبیت شده بود.